# 里居正美
里居 正美（さとい まさよし、1935年2月17日 - 2012年1月15日）は、日本の俳優。劇団民藝元劇団員。

## 主な出演作
- 雨ふりお月さん 私に日本語下さい（1984年10月27日、NHK） - 張徳文
- NHK新大型時代劇/真田太平記 （1985年、NHK） - 滝川一益
- 劇団民藝・宇野重吉一座公演/おんにょろ盛衰記（1986-1988年、木下順二・作、宇野重吉・演出) - おんにょろの熊太郎（主演）

| スタブアイコン | サブスタブ | この項目は、まだ閲覧者の調べものの参照としては役立たない、俳優（男優・女優）に関連した書きかけの項目です。この項目を加筆・訂正などしてくださる協力者を求めています（P:映画/PJ芸能人）。 |